# 서문석
서문석(1964년 3월 2일 ~ )은 KBS 21기 성우이다.

## 출연

### 애니메이션
- 101마리 강아지 2 : 패치의 런던 대모험 - 제스퍼
- 구피와 친구들 - 피제이
- 공주와 개구리 - 요리사 / 악어 / 사냥꾼
- 라따뚜이 - 프랑소와/해설
- 라푼젤 - 스태빙턴 형제
- 릴로 & 스티치 - 훌라 선생님
- 레드슈즈 - 쌍둥이 2
- 마술사 오펜(애니맥스) - 차일드맨
- 메리다와 마법의 숲 - 마틴
- 뮬란(MOVIE) - 치엔포
- 뮬란 2(MOVIE) - 치엔포
- 명탐정 코난 4기 (투니버스) - 범인1
- 명탐정 코난 5기 (투니버스)  - 신현태 / 점쟁이
- 명탐정 코난 18기 (투니버스)  - 이신조, 시우종
- 스피릿 - 군인
- 신밧드: 7대양의 전설(KBS) - 진
- Angel Beats! - 정비사
- 원피스(KBS) - 히그마, 포트거스 D. 에이스, 크로커다일(Mr.0), 은여우 폭시, 쥬라큘 미호크(나중)[1], 샤키
- 월-E - 모 / 존
- 작안의 샤나(애니맥스) - 라미, 오르곤, 베헤모트
- 천원돌파 그렌라간(애니맥스) - 카미나
- 토드와 코퍼 - 코퍼
- 토이 스토리 2(MOVIE) - 제트 대왕
- 토이 스토리 3(MOVIE) - 청크 / 버터컵
- 토이 스토리 4(MOVIE) - 컴뱃 칼 / 버터컵
- 스페이스 힙합덕(KBS) - 아르고 / 떠떠요 / 랄라라
- 태권왕 강태풍(KBS) - 장중한
- 홈런왕 강속구(KBS) - 손창공 / 만두 좋아하는 푸른 행성팀 선수
- 우정의 그라운드(KBS) - 안토니오
- 메타제트(KBS) - 크러셔
- 브리스톨 탐험대(KBS) - 흰수염 선장 / 고그 골드톤 / 고그 투아몬
- 마법신화 라그나로크(SBS) - 바포메트
- 마법의 별 매지네이션(SBS) - 제그
- 도기 파라다이스(KBS)
- 아마게돈
- 우주의 기사 테카맨(SBS) - 우뢰검
- 스타 워즈: 클론 전쟁(EBS)
- 곰이 되고 싶어요(KBS)
- 매직 스워드(SBS)
- 달려라 부메랑 (SBS) - 왕대포
- 노인과 바다(KBS)
- 셀림의 선물(KBS)
- 어떤 마술의 금서목록(애니맥스) - 카미죠 토우야, 헤븐 캔슬러, 비아지오 부조니
- DARKER THAN BLACK -흑의 계약자- OVA(애니맥스) - 윤, 중국인B
- DARKER THAN BLACK -유성의 제미니-(애니맥스) - 코즈로프, 레바논
- 안달루시아의 여름(애니맥스) - 아나운서
- 피쉬와 칩스(KBS)
- 이야기 극장 - 헬로 키티와 친구들(애니맥스) - 안소니
- 붉은광탄 질리온(투니버스) - 데이빗
- 콤콤보이 와프로만(VIDEO) - 켄사쿠 선생
- 로미오와 줄리엣: 바다표범의 사랑이야기(카툰네트워크) - 왕자
- 배트맨 : 조커의 귀환(카툰네트워크) - 봉크, 팀
- 배트맨(카툰네트워크)
- 명탐정 코난(투니버스) - 신현태
- 사무라이 참프루(투니버스) - 니와
- 몬스터(투니버스) - 간수 1
- 구름처럼 바람처럼(투니버스) - 세현 선생
- 마이씬 자메이카(투니버스) - 서톤
- 백조공주 - 브롬리
- 공룡시대 : 작은 공룡 소동(카툰네트워크) - 세라 아빠
- 몬스터 대학교 - 남자 아나운서 / 스노우맨
- 노디야 놀자(EBS) - 긴 코 아저씨 / 척척 아저씨 / 살살이
- 타잔 - 더크의 친구
- 카 - 스놋 / 관람객
- 카 2 - 오티스 / 데이비드 홉스캡
- 카 3: 새로운 도전 - 보안관 / 체이스 레이슬롯
- 브라더 베어 - 러트
- 아이스 에이지 - 레니
- 서핑 업 - 롭
- 바이오니클 - 레와
- 미운 오리 새끼의 모험 - 갈매기
- 슈렉 1~2 - 어린 쥐(1편) / 가이드(2편)
- 모아나 - 라질로
- 겨울왕국 - 카이
- 겨울왕국 2 - 루나드 왕 / 카이
- 인크레더블 - 교장
- 앵그리 버드 2: 독수리 왕국의 침공 - 브래드 이글 버거

- 페르디난드 - 농장주
- 치킨 리틀 - 코치
- 발리언트 - 작은 깡패
- 신나는 동물농장 - 돼지
- 앤트 불리 - 파리
- 플러쉬 - 텍스

- 이집트 왕자 - 경비병
- 마다가스카 2 - 순경
- 와일드 - 펭귄
- 하늘에서 음식이 내린다면 - 조

- 노미오와 줄리엣 - 격언
- 헤라클레스 - 그리스인
- 로빈슨 가족 - 수상자 / 기자
- 벅스 라이프 - 일꾼 개미 / 매뚜기
- 잠자는 숲 속의 공주 - 전령
- 정글북 - 코끼리
- 부그와 엘리엇 - 비버
- 아이스 에이지 4: 대륙 이동설 - 시드의 아버지
- 호튼 - 모튼

### 영화
- 꼬마 니콜라(KBS) - 부이용 선생님(프랑수아 제르비에 드메종)
- 사이즈의 문제(KBS) - 삼미(스믈릭 코헨)
- 유령작가(KBS) - 배리(팀 패러데이)
- 소림축구(KBS) - 이사형(막미림)
- 크래쉬(KBS) - 총포상(잭 맥기)
- 34번가의 기적(KBS)
- 비욘드 랭군(KBS)
- 프린세스 다이어리(KBS) - 모토스 박사(제임스 브라운 올리언즈)
- 트랜스포머(KBS) - 라쳇(로버트 폭스워스)
- 스쿠비 두 2(SBS) - 야고보(팀 블레이크 넬슨) / 가면을 쓴남자(스콧 맥닐)
- 백 투 더 퓨처 2(SBS)
- 블랙 독(SBS)
- 주성치의 성전강호(SBS)
- 장지웅심(SBS)
- 미치고 싶을 때(SBS) - 세레프(귀벤 키랙)
- 텍사스 레인저(SBS)
- 남과 여(SBS)
- 첩혈속집(SBS)
- 미스틱 피자(SBS)
- 디 엣지(SBS)
- 사랑의 스타디움(SBS)
- 비올라 키스 에브리바디(SBS) - 니콜라(로코 파말레오)
- 매드 맥스 2(SBS) - 기이로 캡틴(브루스 스펜스)
- 용재변연(SBS) - 조직원(용방)
- 굿바이 뉴욕, 황금을 찾아라(SBS) - 아이라(데이비드 페이머)
- 폴리스 스토리(SBS) - 진가구의 동료(화성)
- 폴리스 스토리 2(SBS) - 진가구의 동료(화성) / 폭파범의 동료(주윤견)
- 폴리스 스토리 3(SBS) - 표강의 부하(화성) / 피터(왕소) / 중국 공안요원(유사명)
- 방세옥(SBS) - 마구(진용)
- 용행천하(KBS) - 연걸의 제자(가이 파돌원)
- 프리잭(KBS) - 카메라맨(제프 스콜딘노)
- 카틴(KBS) - 폴란드 군인(파웰 말라스진스키)
- 디파이언스(KBS) - 슐만(이도 골드버그)
- 챈스 일병의 귀환(KBS) - 화물 담당 직원(델 펜네코스트)
- 12명의 배심원(KBS) - 배심원(로만 마드야노프)
- 프레리 홈 컴패니언(KBS) - 레프티(우디 해럴슨)
- 고야의 유령(KBS) - 카를로스 4세(랜디 퀘이드) / 종교 재판소 인원
- 클라라의 결혼식(KBS)
- 스피드 2(KBS) - 하비(마이클 하제티) / 섬 마을의 판매원(제이 라코포)
- 미스터 디즈(KBS)
- 라디오 살인사건(KBS)
- 몰랫츠(KBS) - 윌럼
- 엑시덴탈 스파이(KBS)
- 라스트 캐슬(KBS) - 멕클레런(모리스 불라드)
- 엔드 오브 데이즈(KBS) - 스케이트 보더(조니 보그리스) / 신부(데이빗 프랭코)
- 링 2(KBS) - 마틴(게리 콜) / 경찰(마이클 뎀시)
- 내 이름은 튜니티(KBS) - 멕시코인 죄수(미셸 키마로사)
- 착신아리 파이널(KBS) - 키베 선생(이타오 이츠지)
- 조슈아 트리(SBS) - 경찰(대니 와이넌즈)
- 달려라 조니(KBS) - 아담(슈지오 티죠)
- 러브 체인지(KBS) - 보바
- 펀치 드렁크 러브(KBS) - 랜스(루이스 구즈만)
- 불의 전차(KBS) - 수위장(리처드 그리피스)
- 사하라(KBS) - 알(스티브 잔)
- 그 남자는 거기 없었다(KBS) - 프랭크(마이클 바다루코)
- 풀 몬티(KBS) - 가이(휴고 스피어)
- 볼케이노(KBS) - 공사작업 인부(마이클 마누엘)
- 비상근무(KBS) - 그리스(아페모 오밀라미)
- 세상의 모든 계절(KBS) - 앤디(랄프 이네슨) / 조문객(벤 로버츠)
- 엽문 2(KBS) - 비파(정칙사)
- 마이 러브(KBS) - 신부님
- 석양의 무법자(KBS) - 월레스(마리오 브레가) / 신부(안젤로 노비) / 의뢰인(리비오 로렌존)
- 러브 인 아프리카(SBS) - 쥐스킨트(마티아스 하비흐)
- 세컨드 와이프(SBS)
- 의혹(SBS)
- 키핑 더 페이스(KBS) - 경비원(브라이언 안소니 윌슨)
- 천녀유혼3(KBS)
- 일 포스티노(KBS)
- 더 콘서트(KBS) - 표트르(블라드 이바노브)
- 하이랜더(KBS)
- 스플래시(KBS) - 군인(제임스 데이비스)
- 업보(KBS)
- 아메리칸 스플렌더(KBS) - 실제 토비(토비 랜드로프)
- 슬럼독 밀리어네어(KBS) - 스리니바스(사우라브 슈클라) / 해외 관광객(윌리엄 렐튼)
- 하루, 48시간(KBS) - 필립(마티아스 믈레쿠즈)
- 셰리 베이비(KBS) - 밥 스완슨(브래드 윌리엄 헨크)
- 보리밭을 흔드는 바람(KBS) - 네드(쉐인 노트) / 스위니(키어란 아른) / 신부(데니스 콘웨이)
- 스튜어트 리틀 2(KBS) - 펠콘(제임스 우즈)
- A.I.(KBS) - 살해범(엔리코 콜런토니)
- 챠이라이 미녀특공대(KBS) - 킹콩
- 스타워즈 에피소드 5: 제국의 역습(KBS) - 로스 니다(마이클 쿨버) / 보바 펫(테뮤라 모리슨)
- 남자의 세계(KBS)
- 스타게이트(KBS)
- 도검소(SBS)
- 삼사라(KBS)
- 웰컴(KBS) - 아빠(무아파크 러쉬디)
- 꼬마돼지 베이브(KBS)
- 화이트 히어로(KBS) - 프린스(코빈 번슨)
- 애니멀(KBS)
- 마이티 덕3(KBS)
- 머큐리(KBS)
- 13일의 금요일6(KBS)
- 101마리 달마시안(KBS)
- 스타쉽 트루퍼스(KBS) - 슈지미(안소니 뤼비바)
- 동창회 대소동(KBS) - 테리
- 잠망경을 올려라(KBS)
- 신과 함께 가라(KBS)
- 와호장룡(KBS) - 유태보(고서안) / 비도상(이보성)
- 펭 슈이(KBS)
- 자칼(KBS) - 위더스푼(J. K. 시몬스)
- 로봇인간 칩(KBS) - 릭(에릭 브러스코터)
- 머나먼 여정(KBS)
- 엑스페리먼트(KBS) - 애커트(티모 디어케스)
- 영광의 대가(KBS) - 살몬
- 13번째 전사(KBS) - 이베토(다니엘 서던)
- 이보다 더 좋을 순 없다(KBS) - 불량배(스키트 울리치) / 사이먼의 지인(로스 블레크너)
- 인생(KBS) - 에릭
- 블랙 호크 다운(KBS) - 매튜스(글렌 모슈워) / 아토(조지 해리스) / 게리 고든(니콜라이 코스테르발다우)
- 셰익스피어 인 러브(KBS) - 레프(짐 카터)
- 할로우 맨(KBS) - 제인
- 알비노 엘리게이터(KBS)
- 머스킷티어(KBS) - 아토스(얀 그레고르 크렘프)
- 아가사 크리스티의 창백한 말(KBS) - 도널드
- 캐스트 어웨이(KBS) - 앨(빈스 마틴)
- 참새들의 합창(KBS)
- 랜섬(SBS)
- 음모자(KBS) - 조셉 홀트(대니 휴스턴)
- 인사이더(KBS) - 노먼(마이클 폴 챈) / 법무장관(마이크 무어)
- 백 투 더 퓨처 2(KBS) - 택시 기사(마티 레비) / 흑인 남자(알 화이트)
- 영화소년 샤오핑(KBS) - 경찰(길아명)
- 나니아 연대기: 새벽 출정호의 항해 - 거버너 검파스(데이빗 밸론)
- 철의 여인(KBS) - 고든 리스(로저 앨럼)
- 네트(KBS)
- 타인의 취향(KBS)
- 영웅 알베르(KBS)
- 마이 걸(KBS) - 웰티(피터 마이클 고츠) / 필(리처드 마서)
- 마녀의 산(KBS)
- 그린 존(KBS) - 월킨즈(제리 다라 샐라) / 대위(알 보트)
- 콘스탄트 가드너(KBS) - 샌디 우드로(대니 휴스턴)
- 맹룡과강(KBS) - 아곤(금제)
- 에반 올마이티(KBS) - 건축업자(브라이언 하우) / 택배원(랄프 P. 마틴) / 의원(메디슨 메이슨)
- 용형호제 2(KBS) - 아돌프의 부하(웨인 아처)
- 탑 건(KBS) - 울프맨(베리 텁) / 치퍼(아드리안 파스다)
- 제5원소(KBS) - 장군 / 과학자 / 경찰 / 이웃집 남자
- 오즈: 그레이트 앤드 파워풀(KBS) - 로크(토니 콕스) / 관람객(존 만프레디)
- 쿨러닝(KBS) - 주니어(롤 D. 루이스)
- 마이 리틀 자이언트 - 칼로 댕강
- 그렘린 2(SBS) - 루이스(댄 스탠톤)
- 파이널 디씨전(KBS) - 카힐(올리버 플랫) / 폭탄 테러범(후안 페르난데즈)
- 엘리트 스쿼드(KBS) - 흑인 정비사(토건 테세이라)
- 보이즈 게임(KBS) - 크리스(휴고 톰슨)
- 미스테리 데이트(SBS) - 드와이트(피셔 스티븐스)
- 코 끝에 걸린 사나이(SBS) - 강도(조니 산체스)
- 코만도 - 자동차 판매원(마이클 델라노) / 경비원(그렉 웨인 엘램)
- 여인의 초상 (KBS) - 경찰(랄프 던)
- 비룡맹장 (KBS) - 보스의 부하(고비)
- 톰과 제리 - 스파이크(바비 카나베일)
- 뮬란 - 치엔포(두아 무아)
- 파이터 (KBS) - 오키프(미키 오키프)
- 육지금마 (SBS) - 귀성의 큰 아들(왕력)
- 피막 (KBS) - 친(위왓 콩라스리)
- 토탈 리콜 (SBS)
- F학점 첩보원 (KBS) - 코번 요원(데이빗 맥일레이스)

### 외화
- 토치우드(KBS) - 프리드킨 (웨인 나이트)
- 호텔 바빌론(KBS) - 벤 트루먼 (마이클 오비오라)
- 칠협오의(SBS) - 장평
- 닥터 후(KBS) - 나돌(맷 루커스) / 칼 / 스트랙스
- 스필버그의 어메이징 스토리(KBS)
- 블라인드 저스티스(KBS)
- 삼국지(KBS) - 장비 (강개)
- 돌아온 판관 포청천(OBS)
- 신드바드(KBS) - 자밀(드본 앤더슨) / 요리사(주닉스 이노시안)
- 오펀 블랙(KBS) - 도니 헨드릭스(크리스티안 브룬) / 헨릭 요한슨(피터 아우터브릿지,시즌 2) / 서장(돔 피오레,시즌 1) / 스티븐((장-미셸 르 갤, 시즌 1) / 올리비에
- 태스크포스캅(텔레노벨라) - 해니발
- 셜록(KBS) - 마이크(데이비드 넬리스트)
- 한여름 밤의 꿈 (KBS) - 바텀(맷 루커스)

### 방송
- KBS 무대 10년(당신의 창문이 열릴 때)(KBS 제2라디오) - 대철
- KBS 무대 10년(비온 뒤 맑음)(KBS 제2라디오)
- KBS 라디오 극장 10년(나목)(KBS 라디오)
- 브레이크 아웃(내셔널지오그래픽채널 코리아)

### 게임
- 여걸이 되자 - 대폭락마(최종 보스)